# Juliusz Słowacki
Juliusz Słowacki (Krzemieniec, 1809. szeptember 4. – Párizs, 1849. április 3.) lengyel költő, író. Zygmunt Krasiński, Adam Mickiewicz és Cyprian Kamil Norwid mellett a 19. század egyik legnagyobb romantikus lengyel költője. A Három bárd egyike, a nagy emigráció egyik szellemi vezetője.

## Életútja

### Kezdetek
Édesapja Vilniusban a helyi főiskolán irodalmat oktatott. Apja korai halála után édesanyja hatására a vilniusi értelmiségi körök irodalomkedvelő csoportjához csatlakozott. Vilniusban jogi tanulmányokat folytatott, amit 1829 februárjában fejezett be. 1829 márciusában Varsóban a Kincstár állományában alkalmazták, ahol ügyvédgyakornok volt. 1831 januárban csatlakozott a novemberi felkeléshez és az ideiglenes kormány megbízásából diplomáciai feladattal Londonba indult.

### Az emigráció
A felkelés leverésének híre Párizsban érte, ahol menedékért folyamodott, de helyzete rendezetlen volt. 1832-ben egy Svájcba történő látogatást követően, a francia hatóságok nem engedték vissza Franciaországba, így kénytelen ideiglenesen Genfben letelepedni. 1833 és 1835 között Svájcban élt, itt jelentette meg első verseskötetét. Édesanyja anyagi támogatásának köszönhetően pénzügyekben független maradt és utazni kezdett. Itáliában huzamosabb ideig tartózkodott majd Görögország, Szíria, Palesztina és Egyiptom volt utazásainak állomásai. Az arab világ hatása verseiben is felismerhető. Utazásait követően Párizsban telepedett le.

### Halála
1848-ban csatlakozni akart a szerveződő varsói felkeléséhez, de a porosz hatóságok utazása közben feltartóztatták és visszatoloncolták Franciaországba. Betegsége, a tuberkulózis egyre jobban elhatalmasodott, és 1849 tavaszán korai halálát okozta. Párizsban a Montmartre sírkertben temették el. 1927-ben kihantolták és hamvait ünnepélyes körülmények között Krakkóban a Waweli székesegyházban helyezték örök nyugalomra.

## Munkássága
Słowacki a legnagyobb lengyel költők egyike. Több elbeszélő költeményt írt Byron módjára, de Ojciec zadzumionych (A pestisesek atyja) c. költményében még felülmúlta őt. Nagy értékű töredékes hősköltemények: Beniowski és Król Duch (utóbbi Lengyelország őskorából.) Lírájának gyöngye A Svájcban c. idillje. Drámai költeményei közül kiválnak: Stuart Mária, Mazepa, Kordjan, Balladyna, Lilla Veneda. Munkáinak gyűjteménye megjelent Lembergben (4 kötet, 1880), valamint hátrahagyott iratai (3 rész 1866, 2. kiadás 1885).

## Magyarul
- Slowacki válogatott költeményei; szerk., bev., jegyz. Kerényi Grácia, ford. Devecseri Gábor et al.; Új Magyar Kiadó, Bp., 1955
- Mazepa. Tragédia; ford. Pákozdy Ferenc, utószó, jegyz. Kerényi Grácia; Európa, Bp., 1960 (Világirodalmi kiskönyvtár)
- Juliusz Słowacki versei; vál. Kerényi Grácia, ford. Devecseri Gábor et al.; Európa, Bp., 1976 (Lyra mundi)